# Sport Club Fortuna Köln 2011-2012
Questa voce raccoglie le informazioni riguardanti lo Sport Club Fortuna Köln nelle competizioni ufficiali della stagione 2011-2012.

## Stagione
Nella stagione 2011-2012 il Fortuna Colonia, allenato da Uwe Koschinat, concluse il campionato di Regionalliga ovest al 7º posto.

## Rosa
| N. |                         | Ruolo | Calciatore           |
| -- | ----------------------- | ----- | -------------------- |
| 1  | Germania (bandiera)     | P     | Jonas Sela           |
| 3  | Germania (bandiera)     | D     | Dirk Caspers         |
| 4  | Germania (bandiera)     | C     | Alexander Ende       |
| 5  | Germania (bandiera)     | D     | Sven Theißen         |
| 7  | Germania (bandiera)     | D     | Marco Gietzen        |
| 8  | Germania (bandiera)     | D     | Timo Heinze          |
| 9  | Germania (bandiera)     | A     | Kevin Kruth          |
| 10 | Germania (bandiera)     | C     | Tibor Heber          |
| 10 | Germania (bandiera)     | C     | Christian Pospischil |
| 11 | Germania (bandiera)     | C     | Michael Kessel       |
| 11 | Belgio (bandiera)       | C     | Michael Lejan        |
| 13 | Germania (bandiera)     | D     | Andy Habl            |
| 14 | Germania (bandiera)     | C     | Oliver Laux          |
| 15 | Burkina Faso (bandiera) | C     | Alassane Ouédraogo   |

| N. |                     | Ruolo | Calciatore         |
| -- | ------------------- | ----- | ------------------ |
| 16 | Germania (bandiera) | A     | Fabian Montabell   |
| 17 | Germania (bandiera) | D     | Daniel Bartsch     |
| 18 | Germania (bandiera) | A     | Steffen Moritz     |
| 19 | Turchia (bandiera)  | C     | Ozan Yilmaz        |
| 20 | Tunisia (bandiera)  | C     | Hamdi Dahmani      |
| 21 | Germania (bandiera) | P     | Nicolas Bach       |
| 22 | Germania (bandiera) | P     | Nicolas Clever     |
| 24 | Italia (bandiera)   | A     | Massimo Cannizzaro |
| 27 | Germania (bandiera) | D     | Mitja Schäfer      |
| 28 | Germania (bandiera) | C     | Maurice Kühn       |
| 30 | Italia (bandiera)   | C     | Silvio Pagano      |
| 31 | Germania (bandiera) | C     | Lukas Nottbeck     |
| 33 | Germania (bandiera) | P     | Dieter Paucken     |

## Organigramma societario
Area tecnica
- Allenatore: Uwe Koschinat
- Allenatore in seconda: André Filipovic, Giovanni Misaine
- Preparatore dei portieri: Michael Hafkemeyer
- Preparatori atletici:
- Analisi video:

## Calciomercato

### Sessione estiva
| Acquisti | Acquisti       | Acquisti            | Acquisti |
| R.       | Nome           | da                  | Modalità |
| -------- | -------------- | ------------------- | -------- |
| P        | Nicolas Bach   | Eintracht Trier II  |          |
| P        | Nicolas Clever | Fortuna Colonia U19 |          |
| D        | Marco Gietzen  | Kaiserslautern II   |          |
| D        | Stefan Haben   | Coblenza            |          |
| C        | Michael Kessel | Germania Windeck    |          |
| C        | Maurice Kühn   | Schalke 04 II       |          |
| C        | Oliver Laux    | Coblenza            |          |
| A        | Steffen Moritz | RSV Würges          |          |
| C        | Lukas Nottbeck | Coblenza            |          |
| C        | Silvio Pagano  | Wuppertal           |          |
| P        | Dieter Paucken | Coblenza            |          |
| D        | Sven Theißen   | Duisburg            |          |
| D        | Fatih Tüysüz   | Germania Windeck    |          |
| C        | Ozan Yilmaz    | Schwarz-Weiß Essen  |          |

| Cessioni | Cessioni           | Cessioni               | Cessioni |
| R.       | Nome               | a                      | Modalità |
| -------- | ------------------ | ---------------------- | -------- |
| D        | Tevfik Furucu      | Viktoria Arnoldsweiler |          |
| D        | Ermir Halili       | Hennef 05              |          |
| C        | Abdelkader Maouel  | Bayer Leverkusen II    |          |
| D        | Moussa Ouattara    | SV Schermbeck          |          |
| A        | Abdou Ouro-Akpo    | SV Schermbeck          |          |
| C        | Nils-Simon Remagen | Bonner                 |          |
| P        | Daniel Riemer      | TuS Dornberg           |          |
| A        | Chamdin Said       | LR Ahlen               |          |
| C        | Nuno Sanches       | Hilal Maroc Bergheim   |          |
| C        | Frank Schroden     | Euskirchener TSC       |          |
| D        | Benjamin Venekamp  | GSV Moers              |          |

### Sessione invernale
| Acquisti | Acquisti | Acquisti | Acquisti |
| R.       | Nome     | da       | Modalità |
| -------- | -------- | -------- | -------- |

| Cessioni | Cessioni              | Cessioni                  | Cessioni |
| R.       | Nome                  | a                         | Modalità |
| -------- | --------------------- | ------------------------- | -------- |
| D        | Stefan Haben          | Coblenza                  |          |
| P        | Christopher Möllering | SV Hönnepel-Niedermörmter |          |
| D        | Fatih Tüysüz          | Siegen                    |          |

## Risultati

### Regionalliga

#### Girone di andata
| Arbitro: | Schüller |

|          |           |            |
| Avcı 15’ | Marcatori | 86’ Pagano |

| Arbitro: | Rott |

|                                   |           |  |
| Laux 26’ Montabell 47’ Pagano 59’ | Marcatori |  |

| Arbitro: | Gasteier |

|          |           |           |
| Zuck 45’ | Marcatori | 90’ Kruth |

| Arbitro: | Frömel |

|                       |           |                       |
| Schäfer 33’ Haben 50’ | Marcatori | 24’ Nauber 88’ Kalski |

| Arbitro: | Bandurski |

|                                                                                |           |  |
| Fischer 25’, 77’ Schlösser 33’ Liesenfeld 39’ Lorenz 49’ (rig.) Grieneisen 67’ | Marcatori |  |

| Arbitro: | Fischer |

|            |           |                               |
| Moritz 58’ | Marcatori | 38’, 63’ Kulabas 74’ Hauswald |

| Arbitro: | Thomsen |

|                                    |           |            |
| Jansen 63’ Aosman 77’ Dayangan 90’ | Marcatori | 11’ Moritz |

| Arbitro: | Storks |

|                                |           |  |
| Pagano 50’ (rig.) Nottbeck 68’ | Marcatori |  |

| Arbitro: | Günsch |

|             |           |                             |
| Hofmann 27’ | Marcatori | 69’ (aut.) Sabah 77’ Moritz |

| Arbitro: | Schmitt |

|             |           |               |
| Schäfer 31’ | Marcatori | 70’ Owomoyela |

| Arbitro: | Heft |

|            |           |                          |
| Königs 89’ | Marcatori | 43’ Montabell 51’ Moritz |

| 21 ottobre 2011 12ª giornata |  | – turno di riposo |  |  |

| Arbitro: | Fritsch |

|                                      |           |            |
| Montabell 22’ Pagano 67’ Dahmani 90’ | Marcatori | 65’ Yılmaz |

| Colonia 5 novembre 2011, ore 14:00 CET 14ª giornata | Colonia II | 0 – 0 referto | Fortuna Colonia | Franz-Kremer-Stadion (1 600 spett.)\| Arbitro: \| Bartsch \| |
| Arbitro:                                            | Bartsch    |               |                 |                                                              |

| Arbitro: | Ide |

|            |           |              |
| Moritz 45’ | Marcatori | 74’ Krasniqi |

| Arbitro: | Schüller |

|                            |           |           |
| Nakai 57’ Stahl 78’ (rig.) | Marcatori | 3’ Pagano |

| Arbitro: | Hussein |

|            |           |  |
| Pagano 14’ | Marcatori |  |

| Arbitro: | Kalbhenn |

|                          |           |           |
| Dowidat 49’ Kachunga 61’ | Marcatori | 8’ Pagano |

| Arbitro: | Gittelmann |

|                                               |           |                               |
| Pagano 10’ Dahmani 20’ Caspers 33’ Yilmaz 77’ | Marcatori | 47’ Enzmann 80’ (rig.) Brauer |

#### Girone di ritorno
| Arbitro: | Pfeifer |

|            |           |                                        |
| Yilmaz 11’ | Marcatori | 14’, 72’, 79’ Wassinger 74’ Freiberger |

| Arbitro: | Riehl |

|               |           |  |
| Moosmayer 63’ | Marcatori |  |

| Arbitro: | Wingenbach |

|                                         |           |                                     |
| Moritz 31’ Montabell 34’ Pospischil 66’ | Marcatori | 4’ Zuck 53’ (rig.), 57’, 88’ Wooten |

| Arbitro: | Weickenmeier |

|  |           |                |
|  | Marcatori | 90’ Pospischil |

| Arbitro: | Heitmann |

|                       |           |                     |
| Pagano 11’ Moritz 23’ | Marcatori | 13’ (aut.) Nottbeck |

| Arbitro: | Müller |

|               |           |  |
| Kuduzovic 83’ | Marcatori |  |

| Arbitro: | Heft |

|                          |           |            |
| Pagano 33’, 84’ Laux 50’ | Marcatori | 54’ Mainka |

| Arbitro: | Fritsch |

|             |           |                                    |
| Wischang 5’ | Marcatori | 54’ (rig.), 63’ Pagano 57’ Dahmani |

| Arbitro: | Dingert |

|                |           |            |
| Pagano 7’, 33’ | Marcatori | 13’ Torres |

| Arbitro: | Ehlers |

|                                   |           |            |
| Vrančić 32’, 75’ Ducksch 63’, 73’ | Marcatori | 79’ Kessel |

| Arbitro: | Christ |

|                                   |           |  |
| Montabell 41’, 52’ Pospischil 84’ | Marcatori |  |

| 7 aprile 2012 31ª giornata |  | – turno di riposo |  |  |

| Arbitro: | Waschitzki-Günther |

|                                |           |             |
| Tankulić 18’ Lutz 65’ Durm 82’ | Marcatori | 72’ Dahmani |

| Arbitro: | Storks |

|            |           |               |
| Moritz 37’ | Marcatori | 47’ Przybyłko |

| Arbitro: | Bischof |

|                          |           |               |
| Deville 10’ Krasniqi 11’ | Marcatori | 48’ Montabell |

| Arbitro: | Rott |

|                              |           |            |
| Moritz 3’ Montabell 58’, 68’ | Marcatori | 71’ Klasen |

| Arbitro: | Heitmann |

|                                             |           |  |
| Manstein 48’ Schröder 53’ Bömer-Schulte 89’ | Marcatori |  |

| Arbitro: | Riehl |

|            |           |  |
| Pagano 42’ | Marcatori |  |

| Arbitro: | Fischer |

|          |           |         |
| Avcı 21’ | Marcatori | 6’ Kühn |

## Statistiche

### Statistiche di squadra
| Competizione       | Punti | In casa | In casa | In casa | In casa | In casa | In casa | In trasferta | In trasferta | In trasferta | In trasferta | In trasferta | In trasferta | Totale | Totale | Totale | Totale | Totale | Totale | DR |
| Competizione       | Punti | G       | V       | N       | P       | Gf      | Gs      | G            | V            | N            | P            | Gf           | Gs           | G      | V      | N      | P      | Gf     | Gs     | DR |
| ------------------ | ----- | ------- | ------- | ------- | ------- | ------- | ------- | ------------ | ------------ | ------------ | ------------ | ------------ | ------------ | ------ | ------ | ------ | ------ | ------ | ------ | -- |
| Regionalliga ovest | 53    | 18      | 11      | 4       | 3       | 37      | 23      | 18           | 4            | 4            | 10           | 17           | 33           | 36     | 15     | 8      | 13     | 54     | 56     | -2 |
| Totale             | 53    | 18      | 11      | 4       | 3       | 37      | 23      | 18           | 4            | 4            | 10           | 17           | 33           | 36     | 15     | 8      | 13     | 54     | 56     | -2 |

### Andamento in campionato
| Giornata  | 1 | 2 | 3 | 4 | 5  | 6  | 7  | 8  | 9 | 10 | 11 | 12 | 13 | 14 | 15 | 16 | 17 | 18 | 19 | 20 | 21 | 22 | 23 | 24 | 25 | 26 | 27 | 28 | 29 | 30 | 31 | 32 | 33 | 34 | 35 | 36 | 37 | 38 |
| --------- | - | - | - | - | -- | -- | -- | -- | - | -- | -- | -- | -- | -- | -- | -- | -- | -- | -- | -- | -- | -- | -- | -- | -- | -- | -- | -- | -- | -- | -- | -- | -- | -- | -- | -- | -- | -- |
| Luogo     | T | C | T | C | T  | C  | T  | C  | T | C  | T  |    | C  | T  | C  | T  | C  | T  | C  | C  | T  | C  | T  | C  | T  | C  | T  | C  | T  | C  |    | T  | C  | T  | C  | T  | C  | T  |
| Risultato | N | V | N | N | P  | P  | P  | V  | V | N  | V  |    | V  | N  | N  | P  | V  | P  | V  | P  | P  | P  | V  | V  | P  | V  | V  | V  | P  | V  |    | P  | N  | P  | V  | P  | V  | N  |
| Posizione | 8 | 4 | 5 | 7 | 13 | 15 | 17 | 12 | 7 | 7  | 7  | 7  | 7  | 8  | 8  | 8  | 6  | 8  | 5  | 5  | 7  | 9  | 9  | 7  | 8  | 6  | 6  | 6  | 7  | 7  | 7  | 7  | 8  | 8  | 7  | 7  | 7  | 7  |

Legenda:

Luogo: C = Casa; T = Trasferta. Risultato: V = Vittoria; N = Pareggio; P = Sconfitta.

### Statistiche dei giocatori
| N. Bach       | 0  | 0  | 0  | 0 |
| D. Bartsch    | 17 | 0  | 0  | 0 |
| M. Canizales  | 2  | 0  | 0  | 0 |
| M. Cannizzaro | 0  | 0  | 0  | 0 |
| D. Caspers    | 23 | 1  | 3  | 1 |
| N. Clever     | 0  | 0  | 0  | 0 |
| H. Dahmani    | 27 | 4  | 1  | 0 |
| A. Ende       | 12 | 0  | 3  | 0 |
| M. Gietzen    | 6  | 0  | 1  | 0 |
| S. Haben      | 14 | 1  | 5  | 0 |
| A. Habl       | 9  | 0  | 1  | 0 |
| T. Heber      | 12 | 0  | 0  | 0 |
| T. Heinze     | 8  | 0  | 2  | 0 |
| M. Kessel     | 23 | 1  | 4  | 0 |
| K. Kruth      | 9  | 1  | 0  | 0 |
| M. Kühn       | 29 | 1  | 8  | 1 |
| O. Laux       | 34 | 2  | 5  | 0 |
| M. Lejan      | 15 | 0  | 1  | 0 |
| F. Montabell  | 34 | 9  | 7  | 0 |
| S. Moritz     | 34 | 9  | 5  | 0 |
| L. Nottbeck   | 31 | 1  | 10 | 0 |
| A. Ouédraogo  | 2  | 0  | 0  | 0 |
| S. Pagano     | 33 | 16 | 4  | 1 |
| D. Paucken    | 30 | 0  | 0  | 0 |
| C. Pospischil | 17 | 3  | 3  | 0 |
| M. Schäfer    | 30 | 2  | 3  | 0 |
| J. Sela       | 6  | 0  | 0  | 0 |
| S. Theißen    | 14 | 0  | 3  | 0 |
| F. Tüysüz     | 1  | 0  | 0  | 0 |
| O. Yilmaz     | 27 | 2  | 1  | 0 |